# 姜琪正
姜琪正（韓語：강기정、1964年1月17日—），大韓民國自由派政治人物，現任光州廣域市長。

## 生平
1985年因為參與美文化院占據事件而被判處八年有期徒刑。